# Almíscar
Almíscar (do persa mushk, "testículo", através do árabe almisk) é um perfume obtido a partir de uma substância de forte odor secretada por uma glândula do cervo-almiscarado, de outros animais e também de algumas plantas de odor similar.

## Fontes naturais

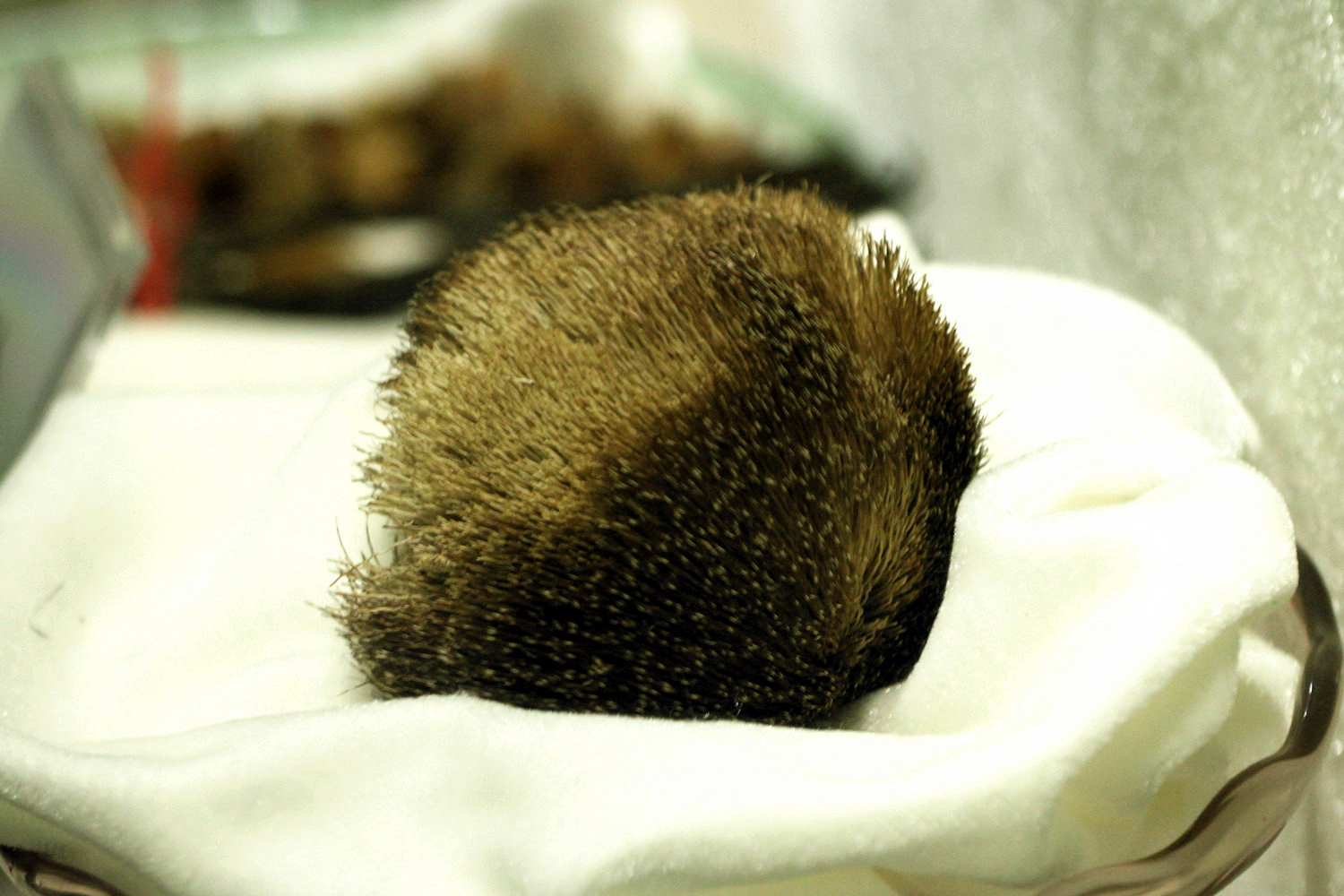
Glândula do cervo-almiscarado masculino.